# Musaraigne masquée
Sorex caecutiens
Espèce
Statut de conservation UICN

 LC  : Préoccupation mineure

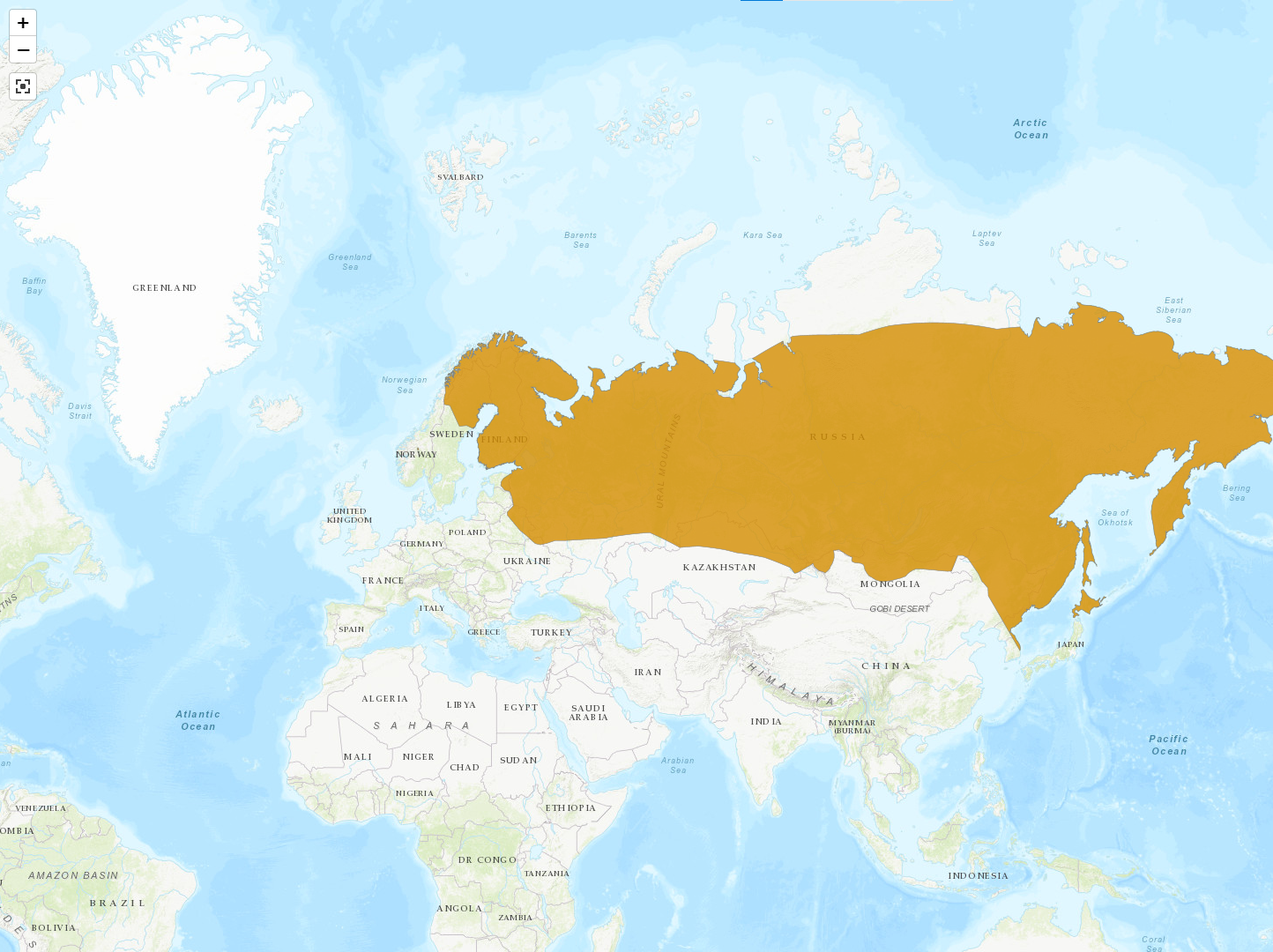
Carte de répartition de l'espèce

Sorex caecutiens, la Musaraigne masquée ou Musaraigne lapone , est une espèce de petits mammifères insectivores de la famille des Soricidae. Cette musaraigne ressemble beaucoup à la Musaraigne carrelet (Sorex araneus).

## Description
Plus petite que la Musaraigne carrelet, la Musaraigne masquée s'en distingue également par un pelage nettement bicolore (au lieu de tricolore puisqu'elle ne présente pas de bande brun clair sur les flancs). Le dessus du corps est brun chez les jeunes et brun foncé chez les adultes tandis que le ventre et les flancs sont gris jaunâtre : ces deux couleurs présentent une limite très nette. Touffue à son extrémité, la queue assez épaisse est brun jaunâtre foncé dessus et jaunâtre dessous : là encore les deux colorations sont nettement délimitées. Les pieds sont blanchâtres ou jaunâtres.
La tête et le corps mesurent 4,8 à 7 cm, la queue 3,2 à 4,7 cm et le pied postérieur de 10,8 à 12 mm. La Musaraigne masquée pèse entre 3,5 et 8 g.
Les femelles possèdent trois paires de mamelles.
Quelques espèces du même genre sont très ressemblantes : Musaraigne naine, Musaraigne pygmée, Musaraigne carrelet, Musaraigne couronnée et Musaraigne sombre.

## Répartition
La musaraigne masquée peuple le nord de l'Eurasie : du nord de la Norvège et de l'est de la Pologne à la Sibérie orientale, Sakhaline, la Mongolie, la Corée et le Japon.

## Habitat
Cette espèce peuple les forêts de conifères avec une épaisse litière, les bords des marécages et les rives des lacs. Localement, elle fréquente aussi les forêts mixtes humides, les bétulaies montagnardes, l'étage montagnard et la toundra. En hiver, elle peut se réfugier dans les bâtiments.

## Comportement
La Musaraigne masquée est aussi bien nocturne que diurne. Elle vit dans la végétation dense et basse où elle ne creuse pas de galeries.

## Alimentation
Cette espèce se nourrit de petits invertébrés, surtout des insectes (coléoptères) mais aussi de cadavres de micromammifères.

## Reproduction
La Musaraigne masquée effectue une à deux portées annuelles comptant généralement 7 ou 8 jeunes chacune (avec comme valeurs extrêmes 3 et 10).